# Cratere Nina
Nina  è un cratere sulla superficie di Venere.